# 星名謙一郎
星名 謙一郎（ほしな けんいちろう、慶応2年10月10日（1866年11月16日） - 1926年（大正15年）12月13日）は戦前の日本人移民。伊予吉田藩出身。東京英和学校を卒業後、ハワイでキリスト教伝道、コーヒー栽培等を行った。テキサスで米作に失敗した後、ブラジルで再起し、邦字新聞『南米』を創刊、バイベン植民地・ブレジョン植民地を開発し、日本人移民の先駆者の一人となったが、周囲とトラブルが絶えず、元使用人に暗殺された。

## 生涯

### 日本時代
慶応2年（1866年）10月10日、伊予国吉田、現在の西小路宇和島自動車吉田営業所向かい側辺に伊予吉田藩士星名幸旦の長男として生まれた。上京して麻布区狸穴町1番地に住み、1883年（明治16年）東京英和学校に入学した。1887年（明治20年）予備学部を卒業し、1888年（明治21年）まで同校でリバイバルを主導した。卒業後上海にいたという記録もあるが、詳細は不明。

### ハワイ時代
1891年（明治24年）ハワイ王国に渡り、ワイアケア耕地でサトウキビ栽培に従事した。労働者の待遇について耕主と対立し、耕地を追われるところ、牧師岡部次郎に見出されて伝道師として雇われ、岡部の帰国中ヒロ管区を監督した。1891年（明治24年）オーラアに土地を借り、コーヒー栽培を始めた。
1893年（明治26年）パパイコウのオノメア砂糖会社に戻り、伝道とプランテーションの監督を兼務した。
1895年（明治28年）岡部次郎から新井某と共に『布哇新聞』経営を引き継いだ。同年新井とモリ某から借金を取り立てる際、刃傷沙汰を起こした。また、記者時代三面記事がもとで暴漢に襲われ、反撃の際絞殺してしまったことがあるという。
1896年（明治29年）には税関査定部門で通訳を務めるも、アヘン取引に手を染め、10月懲役1年罰金500ドルの刑を受けた。
1897年（明治30年）9月25日出獄後、一時帰国して松山市杉谷町に住んだ。1898年（明治31年）9月ハワイに戻り、ウィリアム・グデールが経営するワイアルア耕地に滞在し、その後オーラアで雑貨店を営むなどした。また高利貸しも営み、1903年（明治36年）沖寛に訴訟を起こされている。

### テキサス時代
1904年（明治37年）1月長女の夭逝を機に、元同志社社長西原清東を頼ってテキサス州に渡り、当地で進行中の米作事業に加わったが、失敗した。妻久子の父末光三郎の病気のため帰国し、卯之町の末光家別荘、松山市持田町の妹キヨの嫁ぎ先津下家に住んだ。

### ブラジル時代
1909年（明治42年）単身ブラジルに渡り、リオデジャネイロ州マカエの山県勇三郎の農場で石橋恒四郎の下で働いた。なお、ブラジルに渡る前にアルゼンチンに渡っていたとされるが、詳細は不明。
1912年（大正元年）頃石橋とサンタ・クルス耕地に移り、ミナス鉱山移民の逃亡者を集めて水田式米作を試みたが、失敗した。
1915年（大正4年）サンパウロ州カンポ・グランデに移り、第二回移民池田某のもとに滞在した後、サンパウロプラス区コンコルディア街（現アルメーダ・リーマ街）に住み、鉄工所の職工となったが、碁に耽りあまり働かなかった。
1916年（大正5年）金子保三郎と輪湖俊午郎から邦字新聞の発刊計画を聞き、これに先んじて初の邦字新聞『南米』を謄写版で創刊した。同年野球クラブブラジル日本人青年会を創設し、監督兼渉外係を務めた。
1917年（大正6年）サント・アナスタシオ西郊にバイベン植民地、アルバレス・マッシャード近くにブレジョン植民地を開設し、『南米』誌上で日本人コロノ（契約農家）に売り出した。ブレジョン植民地は当初小笠原尚衛と共同出資の予定だったが、小笠原の資金不足により星名が独占する形となり、悪評が広まった。
ブレジョン植民地では登記上の問題から土地争いが絶えず、各入植者は用心棒を雇い、自警していた。星名も日頃から警戒を怠らなかったが、1925年（大正14年）土地問題で対立のあったブラジル人に自宅を襲撃されて同棲者玉を射殺され、次いで1926年（大正15年）12月13日午前6時半、自身もアルバレス・マッシャード駅で汽車を待っていたところを元使用人ジュゼ・プレシテス・デ・オリベイラに射殺された。
1935年（昭和10年）12月頃日本人会により墓碑が建立された。

## 人物
ブラジル時代、その風貌と性格からジャカレー（Jacaré、鰐）と呼ばれた。由来はサンタ・クルス時代に鰐を捕食したためとの説もある。
ブレジョン植民地の自宅は牧場に囲まれ、住民ともあまり交流せず、過去の経歴も話さなかった。犬と獏を飼い、孤児を養っていたが、面倒見は悪く、よく拳骨を与えたという。

## 星名家

### 先祖
- 星名善右衛門 - 仙台藩に仕えていたが、伊達秀宗が宇和島藩に分家した際これに従い、伊達宗純が伊予吉田藩に分家した際更にこれに従った[34]。
- 星名甚九郎 - 御台所方。元禄元年（1688年）没[34]。
- 星名甚太夫 - 天保12年（1841年）没[1]。
- 星名善八幸生 - 元治元年（1864年）没[1]。
- 星名善八幸旦（ゆきあさ） - 天保9年（1838年）生、明治16年（1883年）没[1]。

代々の墓は吉田大乗寺にある。

### 家族
- 父：星名幸旦
- 母：コウ - 天保14年（1843年）生、大正8年（1919年）没[1]。
  - 姉：ヒロ[1]
  - 妹：キヨ - 明治4年（1871年）生[1]。
  - 弟：安尾 - 明治6年（1873年）生、明治23年（1890年）没[1]。
- 妻：星名ヒサ（久子） - 卯之町末光三郎娘[35]。明治7年（1874年）6月生[35]、1899年（明治32年）7月同志社女学校英文学科を退学し、1901年（明治34年）結婚[36]。
  - 長女 - 明治36年（1903年）11月夭逝[16]。
  - 長男：星名秦 - 明治37年（1904年）生[1]。
  - 娘：江上幸子 - 明治41年（1908年）6月生[20]。江上波夫妻[1]。